# Японский оккупационный гульден
Японский оккупационный гульден (нидерл. Gulden) — один из видов денег, выпущенных Японской империей для использования на оккупированной в годы Второй мировой войны территории Нидерландской Индии.

## История
После падения Сингапура в феврале 1942 года японцы атаковали Голландскую Ост-Индию и заняли её к 9 марта 1942 года. В феврале того же года был оккупирован и Португальский Тимор. Для использования на оккупированных территориях в 1942 году были выпущены купюры с номиналами в центах и гульденах с надписями на голландском языке. Двузначная серия этих купюр начиналась с буквы «S» (Shonan — яркий, прекрасный юг).
В 1944 году, учитывая антиголландские настроения населения, начат выпуск банкнот в рупиях с текстом на индонезийском языке.
В 1945 году, с восстановлением португальской администрации Португальского Тимора, был возобновлён выпуск тиморской патаки. На территории Нидерландской Индии оккупационные гульдены и рупии были изъяты из обращения и обменяны на гульден Нидерландской Индии в 1946 году в соотношении 100:3.

## Банкноты
Выпускались банкноты в 1, 5, 10 центов, 1⁄2, 1, 5, 10 гульденов.
| Изображение | Номинал      | Год выпуска | Серия         | Описание                                             |
| ----------- | ------------ | ----------- | ------------- | ---------------------------------------------------- |
|             | 1 цент       | 1942        | нет           | номинал                                              |
|             | 5 центов     | 1942        | нет           | номинал                                              |
|             | 10 центов    | 1942        | нет           | номинал                                              |
|             | 1⁄2 гульдена | 1942        | SA–SK, SM, SL | Веерные пальмы; номинал                              |
|             | 1 гульден    | 1942        | SA–SI, SL, SN | Хлебное дерево; номинал                              |
|             | 5 гульденов  | 1942        | SA–SG         | Кокосовая пальма, папайя; номинал                    |
|             | 10 гульденов | 1942        | SA–SI, SK, SL | Банановое дерево, кокосовая пальма; пальмы, горизонт |